# Eremiaphila arabica
Eremiaphila arabica är en bönsyrseart som beskrevs av Henri Saussure 1871. Eremiaphila arabica ingår i släktet Eremiaphila och familjen Eremiaphilidae. Inga underarter finns listade i Catalogue of Life.